# Haemaphysalis qinghaiensis
Haemaphysalis qinghaiensis este o specie de căpușe din genul Haemaphysalis, familia Ixodidae, descrisă de H. T. Teng în anul 1980. Conform Catalogue of Life specia Haemaphysalis qinghaiensis nu are subspecii cunoscute.